# 10184 Galvani
För andra betydelser, se Galvani.
10184 Galvani eller 1996 HC19 är en asteroid i huvudbältet som upptäcktes den 18 april 1996 av den belgiske astronomen Eric W. Elst vid La Silla-observatoriet. Den är uppkallad efter den italienske fysikern Luigi Galvani.